# کاواگوچی کیوتاکه
کاواگوچی کیوتاکه (به ژاپنی: 川口 清健, Kawaguchi Kiyotake); ۳ دسامبر ۱۸۹۲ – ۱۶ مهٔ ۱۹۶۱) سرلشکر نیروی زمینی امپراتوری ژاپن بود.